# الرياسي (حزم العدين)

تعديل مصدري - تعديل

الرياسي هي إحدى قرى عزلة حقين بمديرية حزم العدين التابعة لمحافظة إب، بلغ تعداد سكانها 1169 نسمة حسب تعداد اليمن لعام 2004.